# Iglesia de Caquiaviri
La basílica mayor de Caquiaviri, ubicada en la población de Caquiaviri, en la provincia Pacajes, del departamento de La Paz, Bolivia, es un templo católico de la época colonial declarado monumento nacional del Estado Plurinacional de Bolivia.   

## Construcción
La construcción de la iglesia comenzó en 1560 y concluyó diez años más tarde, en 1570,  por orden de misioneros franciscanos. Los materiales usados en la construcción son piedra de cantera labrada, adobe, ladrillo y madera. La piedra de comanche que adorna el ingreso al templo fue donada por los colonos de dicha comunidad para construir la entrada en 1944. 
El 14 de enero de 1945 el presidente Gualberto Villarroel declaró al templo como monumento nacional.
El 11 de diciembre de 1991 el templo fue declarado basílica mayor. 
La iglesia de Caquiaviri está consagrada a san Antonio Abad y su fiesta patronal se celebra cada año el 17 de enero.

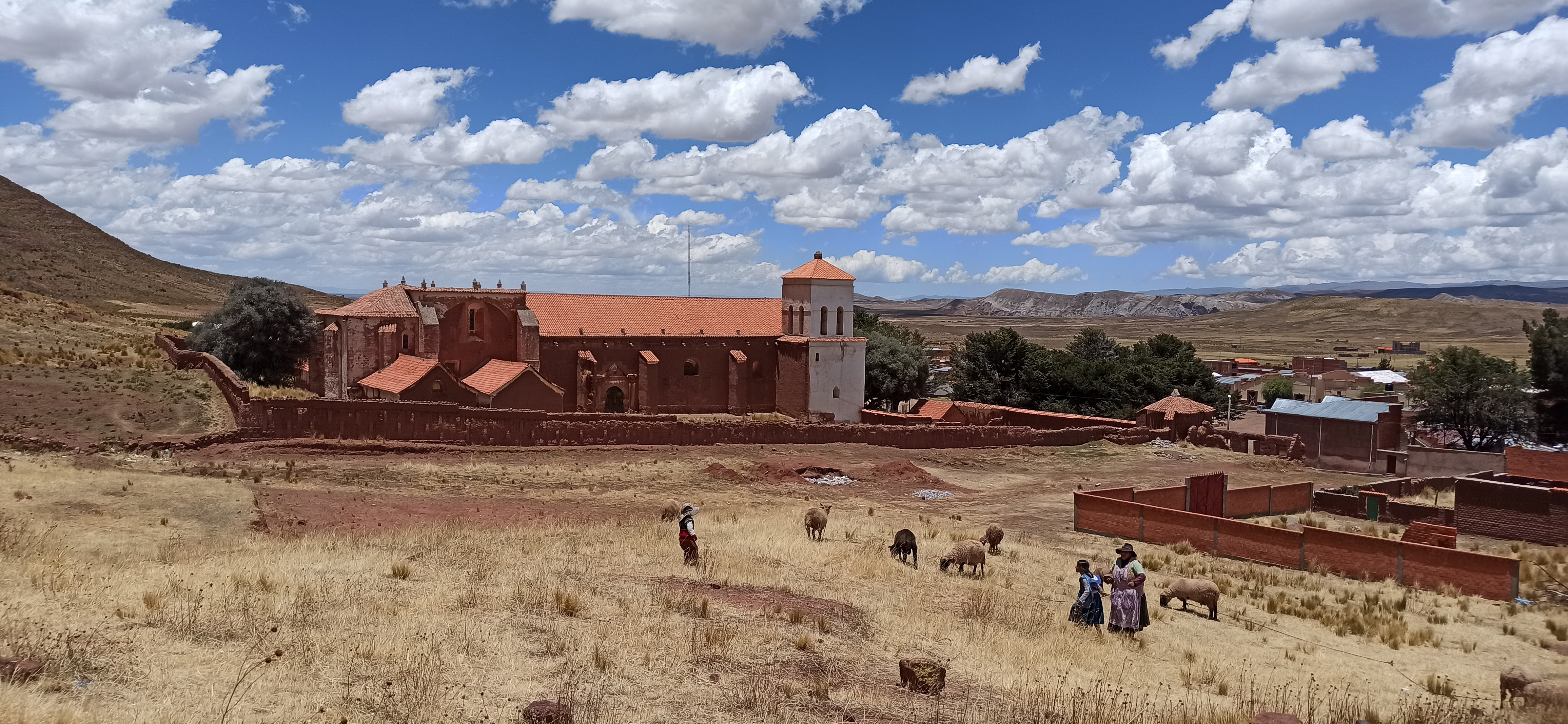
Vista lateral de la iglesia de Caquiaviri

## Arte sacro
El estilo del templo es barroco, el frontis es de estilo renacentista y en su interior se encuentran valiosos lienzos sobre el Infierno, el Paraíso, la Sagrada Familia y el Vía Crucis de Jesucristo.

## Véase también

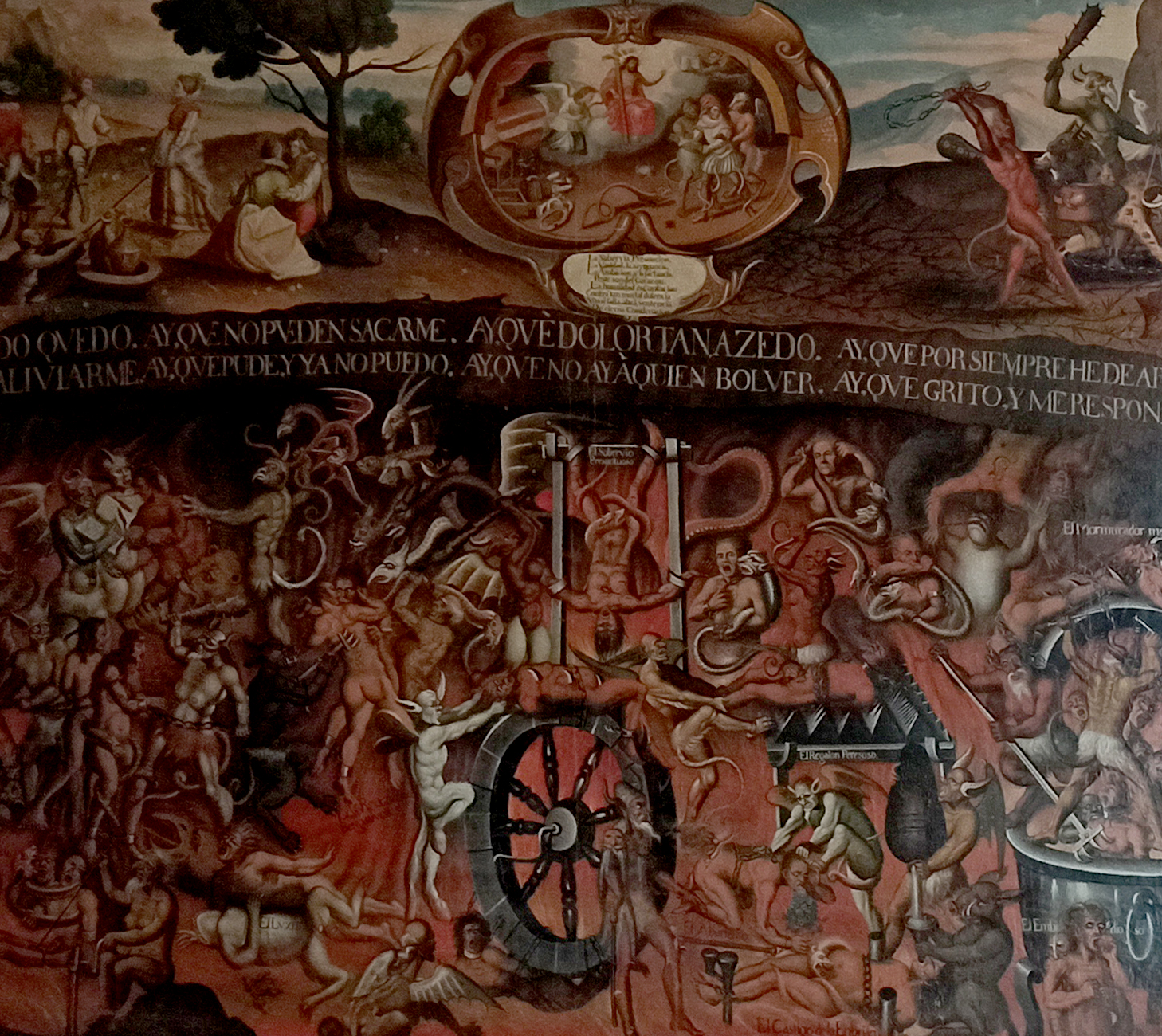
Detalle del cuadro del Infierno en el templo